# Vointtv
VoinTTV (bürgerlicher Name unbekannt) ist ein deutscher Streamer und Content Creator, der vor allem auf den Plattformen Twitch und YouTube aktiv ist. Sein Content umfasst eine Mischung aus Unterhaltung, Interaktion mit der Community und Gaming. Er ist bekannt für seinen humorvollen und oft unkonventionellen Streaming-Stil.
Karriere
VoinTTV begann seine Streaming-Karriere auf Twitch am 6. Mai 2024. Sein Kanal erreichte bis Februar 2025 etwa 949 Follower. Er ist als Twitch-Affiliate verifiziert und streamt regelmäßig Inhalte in deutscher Sprache. Seine Streams beinhalten eine Vielzahl von Spielen, darunter Minecraft, GeoGuessr, Rocket League und ROBLOX. Er ist auch auf anderen Plattformen wie Youtube und TikTok aktiv.
Streaming-Aktivitäten
VoinTTV ist bekannt für seine interaktiven Streams, bei denen er oft mit seiner Community kommuniziert und auf deren Vorschläge eingeht. Ein wiederkehrendes Element in seinen Streams ist das sogenannte "Raddrehen", bei dem Zuschauer durch Abonnements bestimmte Aktionen im Stream auslösen können. Seine Inhalte sind oft humorvoll und unkonventionell, was ihm eine engagierte Zuschauerschaft eingebracht hat.
Community und Interaktion
Die Community von VoinTTV ist aktiv und engagiert. Er nutzt Plattformen wie Reddit, um mit seinen Zuschauern in Kontakt zu treten und Inhalte zu teilen. Sein Humor und seine Interaktivität tragen dazu bei, eine loyale und wachsende Fangemeinde aufzubauen.

Weblinks
[Twitch-Kanal von VoinTTV]
[YouTube-Kanal von VoinTTV]
[TikTok-Profil von VoinTTV]